# St. Georg (Ingenried)

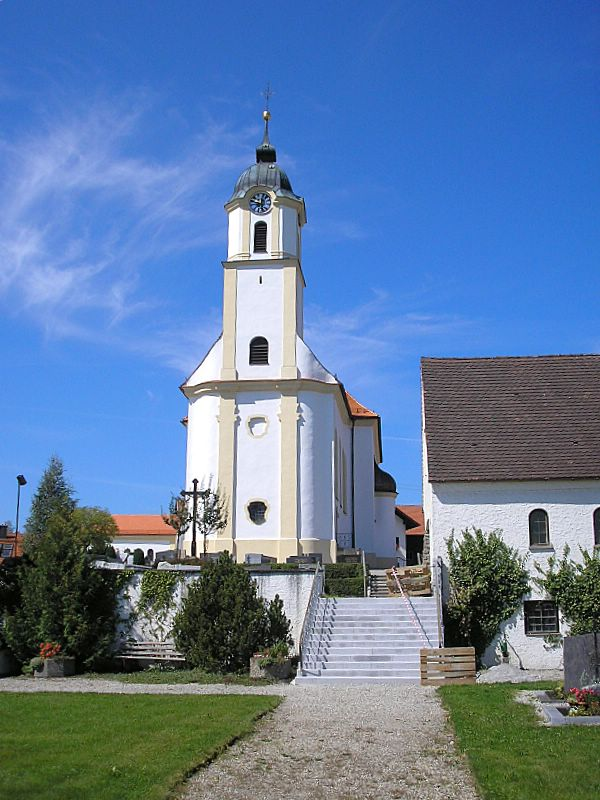
Ansicht von Osten

Die katholische Pfarrkirche St. Georg liegt am östlichen Ortsrand von Ingenried im Landkreis Weilheim-Schongau in Oberbayern. Der barocke Saalbau Dominikus Zimmermanns wurde im 19. Jahrhundert neu ausgestattet.

## Geschichte

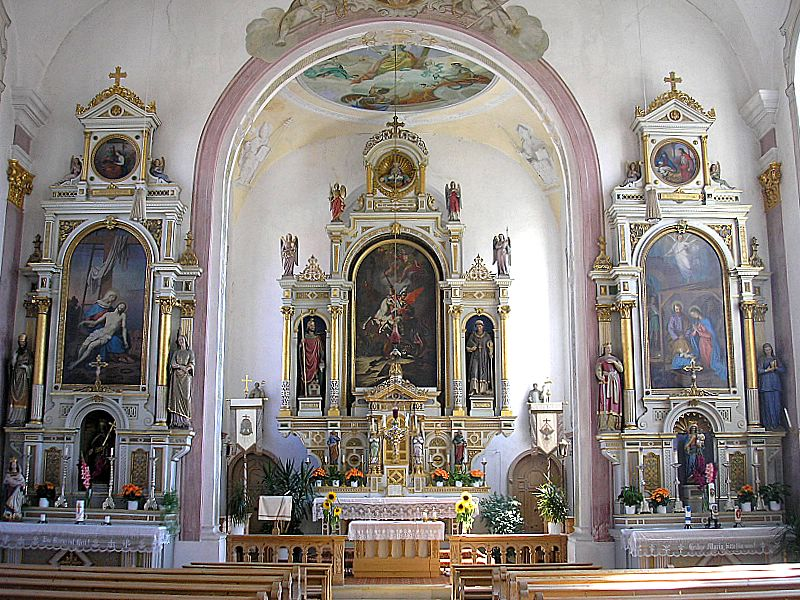
Chor und Seitenaltäre

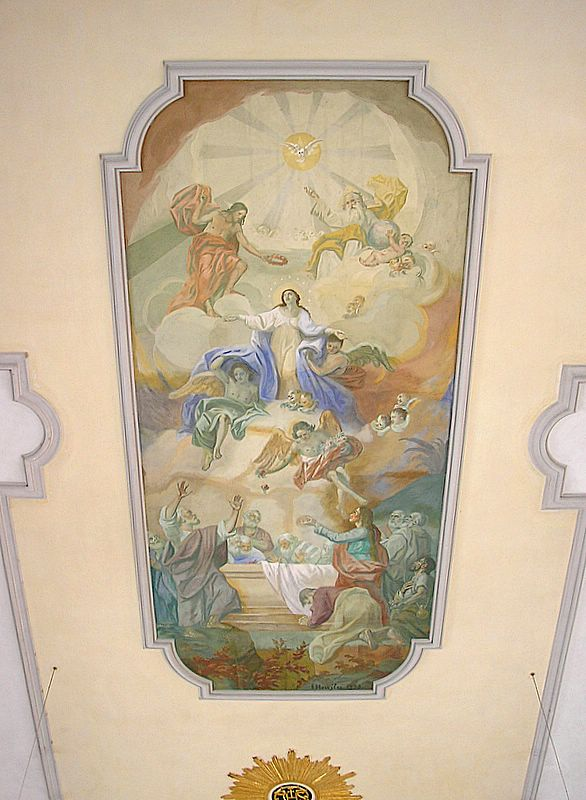
Langhausfresko (Himmelfahrt Mariens, 1933)

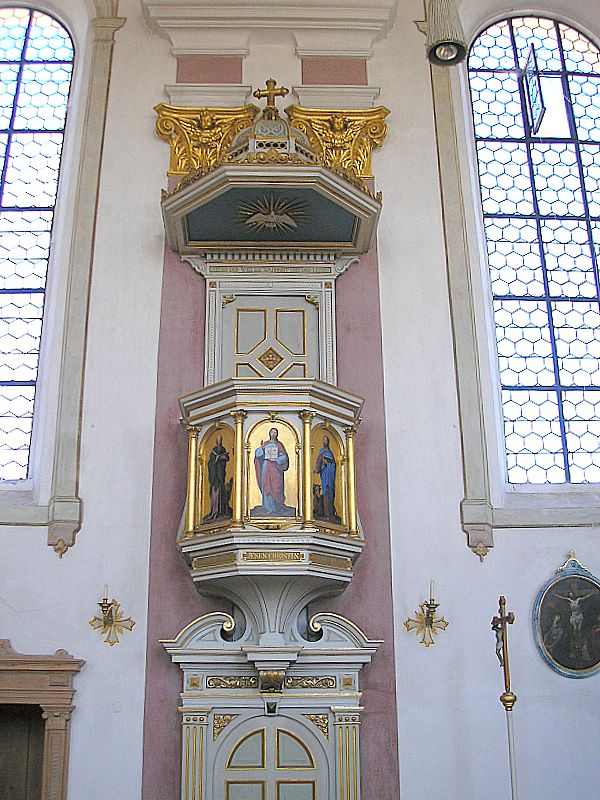
Neuromanische Kanzel (1878/79)

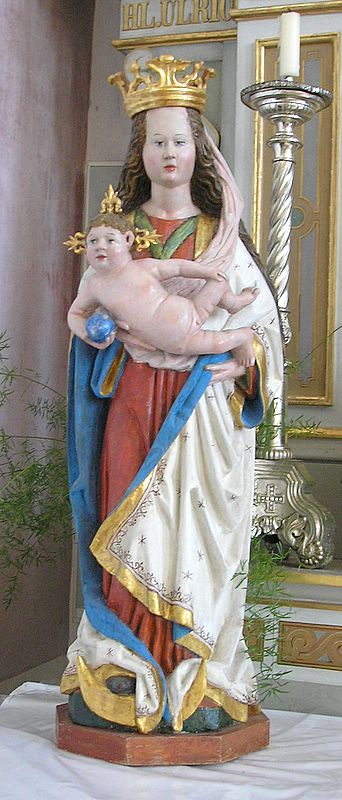
Die stehende Muttergottes aus Dietleried (Anfang 16. Jahrhundert)

Der Grundstein der erhaltenen Kirche wurde am 5. Juli 1745 durch den Steingadener Abt Marianus II. Mayr gelegt. An diesem Tag feierte man den 600. Jahrestag der Schenkung Ingenrieds an das Kloster Steingaden. Der Rohbau war bereits im folgenden Jahr vollendet.
Auf einem Zettel im Turmknopf ist der Landsberger Dominikus Zimmermann als Baumeister des Gotteshauses überliefert (architectore sepectabili domino Dominico Zimmermann Landsbergensi). Der Schöpfer der nahen Wieskirche betreute also offenbar gleichzeitig beide Baustellen.
Am 31. August 1754 konsekrierte der Augsburger Weihbischof Franz Xaver Adelmann von Adelmannsfelden die Pfarrkirche.
1878/79 entfernte man die barocke Ausstattung. 1932/33 erzwang der schlechte Bauzustand die Erneuerung der einsturzgefährdeten Deckengewölbe.
1975 wurde der Außenbau saniert. Ab 1978 nahm man die Innensanierung in Angriff.

## Beschreibung
Der Umriss der Pfarrkirche erinnert durch das abgewalmte Dach über dem Langhaus und der erniedrigten Chorbedachung an die weitaus bekanntere Wieskirche. Der elegante Turm steigt über der geschwungenen Ostfassade empor. Eine ähnliche Konzeption verwendete auch Joseph Dossenberger d. J. bei seinen schwäbischen Kirchenbauten. Das Gelände fällt hier nach Süden und Osten ab und verleiht dem Turm mit seiner laternengekrönten Kupferhaube zusätzliche Fernwirkung.
Der einfache Außenbau der Kirche wird durch durchgehende Sockel- und Kranzgesimse belebt. Schmale Rundbogenfenster belichten den Innenraum. Der Chor ist eingezogen, also schmäler als das Langhaus. Die Chorwinkel sind außen abgerundet. Im Osten gewährt ein Vorzeichen (Vorbau) Einlass.

### Inneres
Der geräumige Saalbau wird durch stuckierte Doppelpilaster gegliedert. Über dem Eingang bietet die doppelte Westempore zusätzlichen Raum. Die Flachtonne des Langhauses wurde wie das Chorgewölbe in den 1930er Jahren erneuert.
Die Deckenbilder schuf Jakob Huwyler II. im Jahr 1933. Das große Langhausfresko zeigt die Himmelfahrt Mariens, das runde Chorbild illustriert die göttlichen Tugenden. Über dem Chorbogen konnte ein Fragment der Ausmalung des 18. Jahrhunderts freigelegt werden. In einer grau in grau gemalten Kartusche erkennt man die Wappen der Abtei St. Mang in Füssen und des Abtes Aemilian Hafner (1778–1803). Rechts hält ein Putto den Abtsstab.

### Ausstattung
Die Kanzel und die Altäre sind Schöpfungen der Neorenaissance (1878/79). Das Hochaltarblatt konnte 1944 aus der gräflich Dürckheimschen Sammlung in Steingaden zurückerworben werden. Das bedeutende Ölbild des Drachenkampfes erinnert in seiner Komposition an Werke Matthäus Günthers, dürfte aus stilistischen Gründen jedoch nicht aus dessen Umkreis stammen.
Die Seitenaltarblätter sind in nazarenischer Manier gemalt. Der Nordaltar zeigt eine Pietà, der Südaltar die Geburt Christi.
Von den Einzelfiguren ist besonders eine stehende Madonna mit dem Kind auf dem linken Seitenaltar zu erwähnen. Das spätgotische Werk stammt ursprünglich aus dem nahen Dietleried. Die Fassung (Bemalung) aus neuerer Zeit nähert sich dem mittelalterlichen Originalzustand an.
Das Kruzifix gegenüber der Kanzel entstand um 1510, etwas früher (um 1500) die Statuen des Papstes Silvester und der hl. Katharina. Die volkstümliche Darstellung des Drachenkampfes des hl. Georg stammt aus der Mitte des 18. Jahrhunderts.
Die Pfarrkirche bildet zusammen mit dem südlich anschließenden ehemaligen Mesnerhaus aus der ersten Hälfte des 18. Jahrhunderts ein ortsbildprägendes Ensemble. Der verputzte Ständerbau mit seinem Flachsatteldach wurde 1996 saniert. Hierbei konnte das reiche Ständerwerk freigelegt werden.

### Orgel
Die Orgel mit acht Registern auf einem Manual und Pedal wurde 1876 von Balthasar Pröbstl mit rein mechanischen Schleifladen und einem neubarocken Prospekt gebaut. Die Disposition lautet:
| Manual C–f3 |    |
| Principal   | 8′ |
| Gamba       | 8′ |
| Dolce       | 8′ |
| Gedeckt     | 8′ |
| Octav       | 4′ |
| Flöte       | 4′ |
| Mixtur      | 2′ |

| Pedal C–f |     |
| Subbaß    | 16′ |

- Koppeln: Pedal fest angekoppelt